# Líbano nos Jogos Olímpicos de Verão de 2020
O Líbano deverá competir nos Jogos Olímpicos de Verão de 2020 em Tóquio. Originalmente programados para ocorrerem de 24 de julho a 9 de agosto de 2020, os Jogos foram adiados para 23 de julho a 8 de agosto de 2021, por causa da pandemia COVID-19.
Será a 18ª participação da nação nos Jogos Olímpicos de Verão. O Líbano não compareceu aos Jogos Olímpicos de Verão de 1956, em Melbourne, em resposta à Crise de Suez. 

## Competidores
Abaixo está a lista do número de competidores nos Jogos.
| Esporte        | Masculino | Feminino | Total |
| -------------- | --------- | -------- | ----- |
| Atletismo      | 1         | 0        | 1     |
| Halterofilismo | 0         | 1        | 1     |
| Judô           | 1         | 0        | 1     |
| Natação        | 1         | 1        | 2     |
| Tiro           | 0         | 1        | 1     |
| Total          | 3         | 3        | 6     |

## Atletismo
O Líbano recebeu vagas de Universalidade da IAAF para enviar um atleta às Olimpíadas.
- Nota– As posições para os eventos de pista são em relação à bateria do atleta
- Q = Qualificado para a próxima fase
- q = Qualificado para a próxima fase como o perdedor mais rápido ou, em eventos de campo, pela posição sem atingir o alvo para qualificação
- NR = Recorde nacional
- N/A = Fase não aplicável para o evento
- Bye = Atleta não precisou disputar aquela fase

Eventos de pista e estrada
| Noureddine Hadid | 200 m masculino |  |  |  |  |  |  |

## Halterofilismo
O Líbano inscreveu uma halterofilista para a competição olímpica, significando o retorno da nação ao esporte pela primeira vez desde Sydney 2000. Mahassen Fattouh liderou a lista de halterofilistas da Ásia na categoria até 76 kg feminino, com base no Ranking Absoluto Continental da IWF.
| Atleta           | Evento          | Arranque  | Arranque | Arremesso | Arremesso | Total | Posição |
| Atleta           | Evento          | Resultado | Posição  | Resultado | Posição   | Total | Posição |
| ---------------- | --------------- | --------- | -------- | --------- | --------- | ----- | ------- |
| Mahassen Fattouh | -76 kg feminino |           |          |           |           |       |         |

## Judô
O Líbano inscreveu um judoca para o torneio olímpico com base no ranking olímpico individual da International Judo Federation.
Masculino
| Atleta      | Evento | Fase de 32           | Oitavas-de-final     | Quartas-de-final     | Semifinais           | Repescagem           | Final / BM           | Final / BM |
| Atleta      | Evento | Adversário Resultado | Adversário Resultado | Adversário Resultado | Adversário Resultado | Adversário Resultado | Adversário Resultado | Posição    |
| ----------- | ------ | -------------------- | -------------------- | -------------------- | -------------------- | -------------------- | -------------------- | ---------- |
| Nacif Elias | –81 kg |                      |                      |                      |                      |                      |                      |            |

## Natação
O Líbano recebeu um convite de Universalidade da FINA para enviar seus nadadores de melhor ranking (um por gênero) para o respectivo evento individual nas Olimpíadas, baseado no Sistema de Pontos da FINA de 28 de junho de 2021. Será a estreia da nação no esporte.
| Atleta         | Evento                 | Eliminatória | Eliminatória | Semifinal | Semifinal | Final | Final   |
| Atleta         | Evento                 | Tempo        | Posição      | Tempo     | Posição   | Tempo | Posição |
| -------------- | ---------------------- | ------------ | ------------ | --------- | --------- | ----- | ------- |
| Munzer Kabbara | 400 m medley masculino |              |              | —         | —         |       |         |
| Marie Khoury   | 50 m livre feminino    |              |              |           |           |       |         |

## Tiro
Atiradores libaneses conquistaram vaga para o seguinte evento em virtude de sua melhor posição no Campeonato Mundial da ISSF de 2018, na Copa do Mundo da ISSF de 2019 e no Campeonato Asiático, contanto que tivessem obtido a marca de qualificação mínima (MQS) até 31 de maio de 2020.
| Atleta     | Evento                  | Qualificação | Qualificação | Final  | Final   |
| Atleta     | Evento                  | Pontos       | Posição      | Pontos | Posição |
| ---------- | ----------------------- | ------------ | ------------ | ------ | ------- |
| Ray Bassil | Fossa olímpica feminino |              |              |        |         |